# 紅綠燈 (鄭融歌曲)
紅綠燈是香港女歌手鄭融一首2006年推出的粵語歌曲，由張家誠作曲，陳少琪填詞，是鄭融的代表作之一。歌名取自交通燈的俗稱「紅綠燈」，國語版本則名為過馬路，均是以行人過馬路的態度比喻愛情經歷。

## 背景
女歌手鄭融於2003年出道，出道之初推出不少跳唱快歌，但其後來的慢板情歌更為成功，如填詞人陳少琪為其撰寫的「借物喻人」四部曲（2006年的紅綠燈、2007年的東京百貨、2008年的健康教育、2011年的四季），其中此系列首作紅綠燈最具代表性。鄭融於出道首年便開始與當時已是資深填詞人兼歌曲監製的陳少琪合作，兩人至2010年代中期一直保持密切的合作關係。

## 創作與製作

### 曲調
紅綠燈時長3分54秒，以
拍的降B大調創作，每分鐘114拍，是作曲者張家誠的早期作品，編曲則由嚴勵行及鍾興民負責，監製由陳少琪（兼任填詞者）及莊冬昕負責。據張家誠透露，此歌靈感出現於一次泰國旅行，當時他正在游泳，腦中忽然閃過了此歌的部分旋律，便匆匆上水找一張紙即時記下。據嚴勵行憶述，他接手時此歌本已做好編曲，卻不知何故，邀請出道不久的他聯同台灣資深編曲家鍾興民再行編曲。

### 歌詞
此歌由歌曲監製之一陳少琪填詞，屬於主流情歌。歌詞從小時候老師教導過馬路的安全守則講起，再以交通燈的燈號即將從綠燈轉為紅燈時闖過馬路的風險，比喻歌者在情路上的遲疑。:324
鄭融過往多個重要作品的歌詞，都被認為與「教育」相關，包括紅綠燈（道路安全教育相關）、2003年梁勵文填詞的終生學習、2008年陳少琪填詞的健康教育、2021年黃偉文填詞的多喝水（健康教育相關）。因此，對於鄭融作品的歸類，除了有早年全由陳少琪所寫的「借物喻人」系列，亦有後來被命名為「健康教育」的系列，紅綠燈與上述作品均為視作此系列（由不同填詞人所寫）。紅綠燈與健康教育亦同時屬於兩系列。

## 音樂影片
此歌的音樂影片由鄭融親自擔任女主角，男主角則是藝人余文樂，他們在拍攝此影片的兩年前曾合作幕前演出。影片主要在一家舊式洗衣店取景拍攝，講述鄭融飾演的洗衣店店員，對余文樂飾演的常客漸生好感，某天男方遺下一份禮物及表達愛意的心意咭，女方以為男方欲向自己表白，原來禮物及心意咭卻是男方準備送給別的女孩，只是一場誤會。

## 版本
- 此歌另有「Acoustic Mix」版本（原音樂器伴奏），此版本在前奏、間奏、尾奏部分混入了鄭融與另一女歌手薛凱琪的讀白（以薛凱琪為主），她們以女伴對話的形式，利用與歌詞相同的比喻，闡述各自的愛情觀點。[1]:324-325
- 此歌另有國語版同期發行，名為過馬路，歌詞主題亦近似[1]:324，由中國內地音樂人崔恕填詞。[11]

### 翻唱與合唱版本
- 女歌手鄭秀文曾在2007年的個人演唱會《Show Mi 鄭秀文演唱會》中翻唱此歌[12]。後來在2019年的個人演唱會《#FOLLOWMi 鄭秀文世界巡迴演唱會》中，她邀請了鄭融擔任嘉賓並合唱了此歌，鄭秀文更在是次演唱會上透露了此歌對她來說有着特別意義：她在2000年代有一段時期患有抑鬱症，感覺仿如置身類似歌詞中的情境，在馬路中的安全島上面對交通燈而不敢邁步越過斑馬線，當時她經常獨自在房中聽此歌，此歌有助她渡過這段抑鬱症時期。[13][14][2]
- 女歌手陳明憙是此歌填詞人陳少琪的女兒，她曾在2020年由「香港現場演出及製作行業協會」與「大灣區共同家園青年公益基金」合辦的網上直播音樂節目《#STAYTUNED+》中，與鄭融合唱此歌。[15]
- 2022年中國內地之芒果TV與香港無綫電視合作製作，以致敬香港流行曲為主題的歌唱節目《聲生不息‧港樂季》中，香港男歌手李克勤與內地女歌手周筆暢合唱了此歌，他們的演繹受到好評[16]，亦獲鄭融稱讚及表示感激[2]，但在此合唱版本中，歌詞「難道我要必先壯烈地犧牲去換吻」中的「必先壯烈地犧牲」一語，疑因屬於政治敏感字眼而被改成「必先怕寂寞單身」，該節目亦有其他歌曲疑因政治原因而被修改歌詞。[17]
- 2022年開電視歌唱選秀節目《就是青春》中，作為嘉賓的鄭融與參賽者曾琸庭合唱了此歌。[18]

## 發行
紅綠燈、紅綠燈之Acoustic Mix版、國語版過馬路均收錄於2006年11月發行的鄭融個人錄音室專輯《Honey》，該專輯為鄭融是年轉投東亞唱片後的第一張專輯。

## 獎項
紅綠燈是每年為數不多，能囊括香港四台年度歌曲獎的歌曲。粵、國版本所獲獎項詳列如下：
| 頒獎年月   | 頒獎禮                                      | 獎項                      | 版本   | 結果         |
| ---------- | ------------------------------------------- | ------------------------- | ------ | ------------ |
| 2006年12月 | 新城電台 2006年度新城勁爆頒獎禮             | 新城勁爆歌曲（之一）      | 紅綠燈 | 獲獎         |
| 2007年1月  | 香港商業電台 2006年度叱咤樂壇流行榜頒獎典禮 | 專業推介．叱咤十大        | 紅綠燈 | 十大之第六位 |
| 2007年1月  | 無綫電視 2006年度十大勁歌金曲               | 十大勁歌金曲獎            | 紅綠燈 | 獲獎         |
| 2007年1月  | 香港電台 第二十九屆十大中文金曲             | 十大金曲獎                | 紅綠燈 | 獲獎         |
| 2007年8月  | 新城電台 新城國語力頒獎禮2007               | 新城國語力熱爆K歌（之一） | 過馬路 | 獲獎         |

## 迴響
此歌推出後十分流行，成為鄭融的代表作，並顯著提高了她的知名度。

### 評價
研究歌詞的學者朱耀偉指出陳少琪的詞作向來有「遊蕩意識」和「空間想像」，此歌亦不例外；他亦聯想到陳少琪早期詞作馬路天使（達明一派原唱），認為兩歌雖然主題迴異，但同樣借用了馬路相關事物，能反映上述的陳少琪風格。
《中国音乐报》當時的樂評稱讚此歌「旋律优美深情、琅琅上口」；亦以「性感的嗓音演绎得精致透彻」、「嗓音热力十足，却又带有庸懒俏皮的迷幻磁性」等語稱讚鄭融的演繹（未能確定是否專指國語版）。

## 備註
1. ↑  按官方音樂影片所列資料。
2. ↑  2022年陳少琪填詞的安全駕駛亦視為「健康教育」系列（道路安全教育相關）。